# ایان شکتر
ایان شکتر (انگلیسی: Ian Scheckter؛ زادهٔ ۲۲ اوت ۱۹۴۷ در لندن شرقی) رانندهٔ سابق مسابقات اتومبیل‌رانی فرمول یک اهل آفریقای جنوبی است که از فصل ۱۹۷۴ تا ۱۹۷۷ در مجموع در بیست گراند پری شرکت کرد، اما موفق به کسب هیچ امتیازی نشد.